# Eosentomon nujiangense
Eosentomon nujiangense är en urinsektsart som beskrevs av Xie 2000. Eosentomon nujiangense ingår i släktet Eosentomon och familjen trakétrevfotingar. Inga underarter finns listade i Catalogue of Life.